# فيجيلانتي 8
فيجيلانتي 8 (بالإنجليزية: Vigilante 8)‏ هي لعبة فيديو من تطوير لوكسوفلوكس ونشر أكتيفجن.